# Mummucipes paraguayensis
Genre
Espèce
Mummucipes paraguayensis, unique représentant du genre Mummucipes, est une espèce de solifuges de la famille des Mummuciidae.

## Distribution
Cette espèce est endémique du Paraguay.

## Description
Le mâle décrit par Roewer en 1934 mesure 8 mm et la femelle 9 mm.

## Étymologie
Son nom d'espèce, composé de paraguay et du suffixe latin -ensis, « qui vit dans, qui habite », lui a été donné en référence au lieu de sa découverte, le Paraguay.

## Publication originale
- Roewer, 1934 : Solifuga, Palpigrada. Dr. H.G. Bronn's Klassen und Ordnungen des Thier-Reichs, wissenschaftlich dargestellt in Wort und Bild. Akademische Verlagsgesellschaft M. B. H., Leipzig. Fünfter Band: Arthropoda; IV. Abeitlung: Arachnoidea und kleinere ihnen nahegestellte Arthropodengruppen, vol. 4, p. 481-723 (texte intégral).